# مونوآمین اکسیداز B
MAO-B با عنوانِ کامل مونوآمین اکسیداز B (انگلیسی: Monoamine oxidase B) یک آنزیم است که در انسان توسط ژن «MAOB» کُدگذاری می‌شود. آنزیمی که توسط این ژن ساخته می‌شود، متعلق به خانوادهٔ فلاوین مونوآمین اکسیداز است که در غشاء بیرونی میتوکندری قرار دارد. این آنزیم، فرایندِ دِآمیناسیون اکسیداتیو آمین‌های بیولوژیک و بیگانه‌زیست را کاتالیز می‌کند و نقش مؤثری در تجزیهٔ آمین‌های وازواَکتیو و نورواَکتیو در دستگاه عصبی مرکزی و بافت‌های محیطی ایفا می‌کند. این آنزیم به‌طور ترجیحی، بنزیل‌آمین و فنتیل‌آمین را تجزیه می‌کند. و همچون آنزیم MAO-A در تجزیهٔ دوپامین هم نقش دارد.

## تفاوت‌های عملکردی MAO-A و MAO-B
آنزیم MAO-A در متابولیسم تیرامین نقش دارد. مهار این آنزیم، به‌خصوص اگر برگشت‌ناپذیر باشد، در صورتِ مصرفِ همزمانِ مواد غذایی تیرامین‌دار همچون پنیرها (که به «اثرِ پنیر» هم مشهور است) موجب افزایش خطرناک فشارخون می‌شود. آنزیم MAO-A همچنین در متابولیسم نوراپی‌نفرین، سروتونین و دوپامین و چند مادهٔ شیمیایی دیگر که اهمیت بالینی کمتری دارند نقش دارد. اما آنزیم MAO-B بیشتر در متابولیسم دوپامین (و چند مادهٔ شیمیایی دیگر با اهمیت بالینی ناچیز) مؤثر است.
داروهای بازدارندهٔ MAO-A در درمانِ اختلال افسردگی اساسی به‌کار می‌روند، حال آنکه داروهای بازدارندهٔ MAO-B در درمان بیماری پارکینسون کاربرد دارند.
یادآوری این نکته ضروری است که داروهای بازدارندهٔ غیراختصاصی این آنزیم‌ها (یعنی داروهایی که هم MAO-A را مهار می‌کنند و هم MAO-B را) در صورت مصرف همزمان با غذاهای تیرامین‌دار (انواع پنیرها، گوشت‌های فرآوری‌شده یا دودی، سوسیس و کالباس، خوراکی‌های تخمیری یا نمک‌سود همچون خیارشور، کیمچی، کلم‌ترش و توفو، سس سویا، سسِ تری‌یاکی، سویا، باقلا، کشمش، آلوخشک، مور و آواکادوی رسیده، آبجو، شراب قرمز، شری و لیکور) موجب افزایش شدید و خطرناک فشار خون می‌شوند. داروهایی که به‌طور اختصاصی فقط MAO-B را مهار می‌کنند عموماً این خطر را ندارند.

## اهمیت بالینی
افزایش سطح MAO-B در مغز با بروز بیماری آلزایمر و پارکینسون مرتبط است. این آنزیم به‌طور طبیعی طی واکنش‌هایش، موجب تولید «گونه‌های فعال (واکنش‌پذیر) اکسیژن» (ROS) می‌شود (که گاهی به آنها «رادیکال‌های آزاد اکسیژن» هم می‌گویند) و این اتم‌های اکسیژن مستقیماً به سلول‌های مغزی آسیب می‌زنند. سطح MAO-B با افزایش سن، در مغز بالا می‌رود و این موضوع شاید دلیلی بر افت حافظه در اثر افزایش سن و همچنین احتمالِ بروز برخی اختلالات مغزی-عصبی در این سنین باشد. چندین پلی‌مورفیسم ژنی فعال از ژنِ MAOB را با بروز احساسات منفی مرتبط دانسته‌اند و آنرا به نحوی، در بروزِ حالتِ افسردگی دخیل می‌دانند. فعالیت آنزیم MAO-B همچنین در آسیب قلبی ناشی از استرس، نقش دارد.